# 미림마이스터고등학교
미림마이스터고등학교(美林마이스터高等學校)는 대한민국 서울특별시 관악구 신림동에 있는 사립 고등학교이다.

## 학교 연혁
- 1967년 12월 30일 : 재단법인 삼문재단 설립(설립자 김기병 선생)
- 1976년 3월 23일 : 이사장 김기병 선생 취임
- 1978년 10월 26일 : 학교법인 삼문학원으로 조직변경
- 1990년 12월 28일 : 미림여자전산고등학교 설립인가(24학급)
- 1991년 2월 28일 : 제1대 교장 유혜덕 선생 취임
- 2001년 7월 13일 : 미림여자정보과학고등학교로 교명 변경 인가
- 2003년 4월 12일 : 학교법인 미림학원으로 변경
- 2004년 7월 21일 : 특성화고등학교 선정(모바일 콘텐츠 & 커뮤니케이션 분야)
- 2008년 2월 12일 : 마이스터고등학교 선정(뉴미디어 콘텐츠 분야)
- 2010년 3월 2일 : 마이스터고등학교 개교
- 2015년 9월 1일 : 제5대 교장 이형원 선생 취임
- 2017년 12월 4일 : 고교학점제 연구학교 선정
- 2021년 1월 28일 : 제28회 졸업식 (졸업생 총 6,156명)
- 2024년 3월 1일 : 미림마이스터고등학교로 교명 변경 및 남녀공학 전환

## 설치 학과
- 뉴미디어디자인과
- 뉴미디어소프트웨어과

## 같이 보기
- 미림여자고등학교

## 참고 자료
- 미림마이스터고등학교 - 한국교육학술정보원 학교알리미